# Ньони, Трей
Трейморис Ньони (англ. Treymaurice Nyoni; родился 30 июня 2007, Лестер, Англия), более известный как Трей Ньони (англ. Trey Nyoni) — английский футболист, полузащитник клуба «Ливерпуль».

## Клубная карьера
Воспитанник «Лестер Сити», в 2023 году Трей Ньони присоединился к «Ливерпулю». Уже осенью того же года он стал вызываться Юргеном Клоппом на тренировки основной команды «красных», а в ноябре дебютировал в Премьер-лиге 2 за команду до 21 года.
12 ноября 2023 года впервые попал в заявку «Ливерпуля» на матч Премьер-лиги против «Брентфорда», однако на поле не появился. 28 февраля 2024 года дебютировал за основную команду клуба, выйдя на замену в матче Кубка Англии против «Саутгемптона» и став самым молодым игроком «Ливерпуля» в истории турнира. 15 октября 2024 года подписал свой первый профессиональный контракт с клубом. 29 января 2025 года вышел на замену в матче против ПСВ, дебютировав в Лиге чемпионов.

## Карьера в сборной
Выступал за сборные Англии до 16, до 17, до 18 и до 19 лет.

## Достижения
«Ливерпуль»
- Обладатель Кубка Английской футбольной лиги: 2023/24